# Площадь Ромена Роллана
Пло́щадь Роме́на Ролла́на (название 29 января 1966 года) — площадь на границе районов Филёвский Парк и Фили-Давыдково Западного административного округа города Москвы. Площадь представляет собой круговой перекрёсток Минской и Кастанаевской улиц, который пересекает Минская улица. В образовавшихся полукругах расположена зелёная зона, недоступная для пешеходов. Из-за большого потока автотранспорта этот круговой перекрёсток, шириной в три полосы, оснащён как въездными, так и выездными светофорами. До 2015 года здесь был только круговой перекресток, без пересечения круга Минской улицей.

## Происхождение названия
Площадь была названа 29 января 1966 года в честь французского писателя, музыковеда, общественного деятеля, антифашиста Р. Роллана (1866—1944), автора цикла «Драмы революции» («Дантон», «Робеспьер» и др.), художественных биографий («Микеланджело», «Жизнь Бетховена», «Жизнь Толстого»), романов «Жан Кристоф», «Очарованная душа»,                                                                                                                                                                                            повести «Кола Брюньон», выдающихся исследований по истории музыки XVII—XVIII вв. Переписывался с Л. Н. Толстым, был другом Максима Горького, в 1935 году посещал Москву.

## Транспорт

### Метро
- Станция метро «Филёвский парк»

### Автобус
По площади проходят автобусы и электробусы:
- 104, 107, 130, 139, 231, 818, 908: (по Минской улице в обе стороны)
- 73: (при следовании от метро «Филёвский парк» поворачивает с Минской улицы на Кастанаевскую)
- 89: (поворачивает с Кастанаевской улицы на Минскую улицу к Кутузовскому проспекту)
- 109: (от улицы Барклая - по Кастанаевской улице, обратно - поворачивает с Кастанаевской улицы на Минскую улицу)
- 470: (от метро «Университет» - по Минской улице, обратно - поворачивает с Кастанаевской улицы на Минскую улицу)
- 187, 260: (разворачиваются на площади при следовании по Минской улице от метро «Университет»)